# Измайловская организованная преступная группировка
Измайловская организованная преступная группировка — организованная преступная группировка, возникшая в Москве
в конце 1980-х годов. Одна из крупнейших и старейших преступных группировок в Москве.

## История
Группировка выросла из молодёжных банд рэкетиров на востоке Москвы, которые в конце 1980-х годов вели постоянные войны за территорию с другими преступными группировками. Костяк группировки составили ранее судимые участники этих банд. Лидером «измайловских» был переехавший в Москву из Казани «авторитет» Олег Иванов. Позже в руководство группировки вошли авторитеты Виктор Неструев (Мальчик), Антон Малевский (Антон Измайловский), Сергей Аксёнов (Аксён, Аксён Измайловский), Сергей Трофимов (Трофим), Александр Афанасьев (Афоня) и до сегодняшнего дня скрытый авторитет (ББ).
Измайловские с самого начала имели тесные связи с люберецкими (Аксён сам бывший любер) и что особенно важно — с подольскими. Одним из основателей подольской ОПГ, самой многочисленной в Подмосковье, был авторитет Сергей Попов (Поп), близкий друг Антона Малевского. С 1990-х годов подольские и измайловские образовали стратегический союз, который иногда называют единой подольско-измайловской ОПГ.
«Измайловскими» руководили не столько лидеры, как в других группировках, сколько авторитеты.
Наиболее известным из них был Антон Малевский.
Малевский, уроженец, Москвы, служил в Афганистане и имел боевой опыт, получил несколько государственных наград. Вернувшись со службы, он вступил в ряды Измайловской ОПГ и вскоре её возглавил. После этого он стал набирать в ряды «измайловских» бывших сослуживцев, и в состав ОПГ вступили несколько сотен хорошо подготовленных десантников-спецназовцев. Вскоре разгорелась война между Измайловской ОПГ и многочисленными кавказскими бандами, причём спецслужбы никак не реагировали на эти столкновения. Сказывалось и личное знакомство Малевского с Александром Коржаковым.
Благодаря связям с правоохранительными органами у членов ОПГ были служебные удостоверения, а также оружие и покровительство. В 1993 году у Малевского при обыске автомобиля нашли оружие, против него было возбуждено уголовное дело. Дело было прекращено, но из соображений безопасности Малевский уехал из России в Израиль.
В ОПГ входило около 200 человек (по другим данным — 300—500 человек). ОПГ делилась на две отдельных группировки: «Измайловскую» и «Гольяновскую», из которых доминирующая роль принадлежала Измайловской. Кроме того, в Измайловскую ОПГ входила и Перовская группировка. «Измайловские» начинали с грабежей и разбоев. Впоследствии, как и в случае с другими ОПГ, существенная часть доходов группировки поступала из официальной экономики.
Измайловско-гольяновская группировка базировалась на территории Восточного административного округа Москвы с 1991 года. Одновременно группировка действовала в Восточном, Юго-Восточном, Северо-Восточном и Центральном административном округах, а также в Люберецком и Балашихинском районах Московской области. При этом «измайловские» поддерживали добрососедские отношения с Люберецкой и Балашихинской ОПГ. Измайловская группировка была и оставалась одной из самых сплочённых в городе. Группировка делилась на небольшие группы, во главе каждой стоял бригадир — участник ОПГ, находящийся «в авторитете». ОПГ имела «общак», из которого оказывалась помощь осуждённым участникам ОПГ и выделялись средства на подкуп должностных лиц. Штаб-квартира группировки — гостиничный комплекс «Измайлово» (корпус «А»). В группировке действуют (на 2000 год) бывшие сотрудники правоохранительных органов: МВД, Прокуратуры, ФСБ.
В сферу влияния Измайловской ОПГ входили: Измайлово, Гольяново, часть Перова, часть Сокольников, посёлки городского типа Акулово, Кожухово, Руднево, Восточный, Косино, Ухтомский. «Измайловские» контролировали вещевой рынок в Измайлове, «Вернисаж», автовокзал «Щёлковский», часть аэропорта «Быково», палатки в начале Ленинского проспекта, казино в к/т «Моссовет», часть ТГК «Измайлово». В основном, в состав ОПГ входили ранее судимые по уголовным статьям. Распространёнными видами деятельности являлись: вымогательство, заказные убийства.
Однако вряд ли бы эта молодёжная банда 1990-х продвинулись дальше близлежащего кладбища, как и большинство братков тех лет, если бы на них не обратили внимания серьёзные люди. Прежде всего старые советские криминальные авторитеты — земляки по Ташкенту Михаил Черной. и Алимжан Тохтахунов (Миша-Крыша и Тайванчик). Черной — это охрана цеховиков и сам цеховик из позднего СССР. Тайванчик — профессиональный картёжник, обитатель бандитских катранов, благодаря чему он знал всех, и все знали его. По данным газеты «Совершенно секретно», именно в 1991 году сферой основных интересов Черного становится алюминиевая промышленность России и стран бывшего СССР.
Участники группировки имели в своём распоряжении большое количество огнестрельного оружия (в том числе автоматического) и взрывчатых веществ, которое доставлялось из «горячих» точек СНГ, стран Прибалтики, а также частей вооружённых сил России.
Группировка располагала и располагает обширными связями в правоохранительных органах, откуда получала информацию о готовящихся мероприятиях, имела возможность путём дачи взяток избегать уголовной ответственности.

## Преступная деятельность в сфере экономики
За 30 лет было только три случая, когда информация о внутренних делах группировки попала в открытый доступ: это показания Джалола Хайдарова, данные Александра Литвиненко и судебное разбирательство Дерипаска-Черной в Лондоне в 2008—2012 годах.
Джалол Хайдаров — перебежчик из верхушки измайловской ОПГ. Директор Качканарского ГОКа, смотрящий за заводами измайловских на Урале в 1990-е годы. В 2000 году бежал из России из-за конфликта с лидерами группировки. Дал показания полиции Израиля, позднее Германии, где описал внутреннее устройство банды, детали захвата различных предприятий («Уралэлектромедь», «Кузбассразрезуголь», Красноярский алюминиевый завод, Кузнецкий металлургический комбинат и др.). Показания Хайдарова содержат ряд подробностей про методы устранения конкурентов, убийства, сфабрикованные уголовные дела, про крышу в ФСБ и МВД.
Хайдаров дал беспрецедентные показания полиции Израиля, а позднее Германии, о том, как была устроена измайловская ОПГ изнутри. Про то, как помощник Рушайло генерал-лейтенант МВД Александр Орлов участвовал в совещаниях бандитов по текущим вопросам: как кого замочить или отжать бизнес. Как Рушайло получал деньги с оффшорного общака банды, в том числе 300 тыс. долларов только за закрытие дела. После бегства Хайдарова генерал Орлов по поддельным документам спешно (весна 2001 года) бежал за границу, в Израиль, а Рушайло лишился должности министра.
Показания Хайдарова стали основой нескольких уголовных дел в Израиле, Испании и Германии против Измайловской преступной группировки, которая отмывала деньги по всему миру.
Из показаний Джалола Хайдарова в полиции Штутгарта 12.01.2007:

«Черный и Малевский отвечали за политические контакты компании, а также за контакты с правоохранительными органами. Я подразумеваю под этим полицию, ФСБ и другие разведывательные и правоохранительные ведомства.
Кроме того, Малевский, будучи руководителем Измайловской преступной группировки, предоставлял услуги членов группировки: от гарантий безопасности до решения конфликтов с другими криминальными группировками».
Джалол Хайдаров, там же:

«Яфясов за полтора часа до своей смерти пришёл к нам в офис поговорить с Черным. Речь шла о так называемых „чеченских авизо“. Яфясов сказал мне, что хочет поговорить с Черным, который должен ему денег. Он пообщался с Черным. Я не присутствовал при этом разговоре. Махмудов сказал мне, что Яфясов становится обременительным. Примерно через полчаса после того, как он покинул офис, его нашли застреленным в Москве.
Это всегда происходило так: Черный, Малевский и Махмудов решали, что кто-то стал обременительным. После этого Черный отдавал приказ устранить человека. Деталей того, как это происходило, я не знаю. Малевский поручал конкретному бригадиру выполнить это задание…».
Александр Литвиненко — подполковник ФСБ, который в 1990-е служил в  подразделении по борьбе с организованной преступностью. Эмигрировал в Англию, где был убит в 2006 году.
По данным Литвиненко, в середине 1990-х ФСБ оказала большую помощь кадрами, техникой и оружием ЧОПу «Стелс», который работал при измайловской ОПГ. Поддержка «Стелсу» была оказана по решению самого Коржакова, начальника охраны Ельцина, под предлогом того, что ЧОП будет использоваться для оперативных целей ФСБ, для борьбы с преступностью. Поддержка измайловской ОПГ со стороны ФСБ заключалась не только в том, что шеф контрразведки ФСБ сливал им информацию, «чтобы эффективнее осуществлять вымогательство». По данным Литвиненко, в ЧОПе «Стелс», собрали бывших бойцов спецназа, специалистов по наружному наблюдению, личной охране. Они образовали мощное боевое подразделение, численность которого доходила до 600 человек. «Стелс» обеспечивал «крышу» различным коммерческим структурам, исполняла различного рода «прессинговые» операции в отношении криминальных и коммерческих конкурентов, вплоть до заказных убийств. Для обеспечения указанной деятельности с подачи Коржакова, Барсукова и Трофимова было нейтрализовано возможное оперативно-уголовное преследование ЧОПа со стороны спецслужб и правоохранительных органов (ФСБ, МВД, налоговой полиции, генпрокуратуры и т. д.). До руководителей всех этих ведомств было доведено содержание программы, ради которой создавался «Стелс». Было достигнуто понимание в вопросе о том, что силовые структуры не расследуют деятельность «Стелса». Исполнителями убийств были наёмные убийцы из внештатных спецгрупп. Как правило все операции отличались высокой профессиональной организацией и исполнением, с последующим устранением, в случае необходимости, самих наёмных убийц и лиц, осуществлявших их прикрытие. Расследование данных преступлений правоохранительными органами судебных перспектив не имело. Случайно задержанные исполнители из числа уголовников до суда просто не доживали.
Ни одна из бандитских группировок в России ничего подобного не имела. История с ЧОПом «Стелс», раскрытая Литвиненко, показательна. По сути она говорит о том, что подольско-измайловская ОПГ — порождение спецслужб и людей из окружения Ельцина-Коржакова. В середине 1990-х один прозорливый автор писал в статье с характерным названием «Бандитизм и воровство как основа демократии в России»: «…Не нужно очень долго искать убийц тех или иных видных журналистов или бизнесменов. Они и так известны… Следы ведут в Кремль или на Лубянку».
Выступая в Госдуме в 1997 году, глава МВД РФ Анатолий Куликов сообщил, что измайловская ОПГ тесно связана с алюминиевым бизнесом.
В ходе судебного разбирательства Дерипаска-Черной в Лондоне (2008—2012 гг.) всплыло много интересного: документы, свидетели, размеры платежей Дерипаски в общак измайловских (по 170 млн долл. в год уже в 2000-е годы), фотографии Дерипаски с измайловскими и подольскими авторитетами, в том числе совсем свежие. В итоге стороны пришли к мировому соглашению: Дерипаска всё-таки заплатил Черному 400 млн долларов отступных. Материалы суда выложены в открытом доступе.
Главным бизнесом измайловской ОПГ было рейдерство. Тут измайловские обошли всех,
1999—2000 годы — это пик рейдерских захватов измайловской ОПГ горно-металлургических и металлургических предприятий по всей стране. Они вели масштабные войны за собственность одновременно в разных концах страны, где им противостояли как местные, так и враждебные московские группировки. Например, настоящая бойня шла за алюминиевые заводы в Сибири — Братске, Красноярске, в Хакасии и других местах. По подсчётам Олега Дерипаски, в 1993 и 1994 году только в Красноярске в ходе войны за контроль на Красноярским алюминиевым заводом убили 34 человека.
В 1999—2000 годы измайловские в упорной борьбе с уралмашевскими захватили «Уралэлектромедь», крупнейший медный комбинат в регионе. А уралмашевский авторитет Круг, главный противник измайловских в этой схватке, летом 2000 года "случайно повесился" в Болгарии.
В это же время измайловскими захвачен Орско-Халиловский комбинат чёрной металлургии на Урале. Прежний владелец Юрий Гринин был убит. В этот же период с ОМОНом и штурмом заводоуправления захвачен Серовский (Надеждинский) металлургический завод. Прежний хозяин Баков предпочёл ретироваться сам.
В 1999—2000 годы измайловские "отжали" Новокузнецкий алюминиевый завод и Кузнецкий металлургический комбинат у братьев Живило, которым пришлось бежать за границу и продать всё за полцены из Франции. В ходе суда в Германии над одним из лидеров ОПГ Александром Афанасьевым прокуратура Штутгарта пришла к выводу, что «измайловская группировка помогала Олегу Дерипаске получить контроль над рядом металлургических предприятий».
Братский алюминиевый завод измайловские захватывали в союзе с местным вором в законе Тюриком.
Измайловские в 1990-е годы ворочали миллиардами — работали с русской/еврейской мафией в Америке, с таможенными льготами Национального фонда спорта и Патриархии. Льготы, пробитые в Кремле, использовали для завоза спиртного и сигарет.
Участники группировки легализовывали деньги и материальные ценности, добытые преступным путём, отмывали их в игорном бизнесе, с участием коммерческих структур. Через подставных лиц «измайловские» организовывали коммерческие структуры, посредством которых проходила перекачка денежных валютных средств за границу, в Австрию, Германию, Израиль, Испанию, США и др.
В источнике, оперирующим оперативными данными МВД конца 1990-х годов, содержится внушительный список коммерческих структур и организаций, находящихся под влиянием данной ОПГ. В списке под номерами 17 и 18 значатся соответственно Электрозавод им. Куйбышева и завод «Салют». В 2000-е годы подольско-измайловская ОПГ контролировала Климовский штамповочный завод.

## Современность
Измайловская ОПГ существует и в настоящее время. Она является одной из самых могущественных преступных группировок современной России. Действует в Красноярске, Братске, Хабаровске, Калининграде, на Дальнем Востоке (в частности, «измайловские» контролируют древесный, алюминиевый и целлюлозный бизнес). Также группировка активна в США, Германии и Нидерландах. «Измайловские» покупают недвижимость за рубежом, контролируют банки и казино. 
Лидерами группировки являются Сергей Аксёнов (Аксён), Дмитрий Павлов (Павлик).
Среди лидеров были также осуждённый в 2012 году Константин Маслов (Маслик) и Александр Афанасьев (Афоня).
17 ноября 2017 года произошло важное событие — юбилей авторитета Павлика (Дмитрий Павлов — измайловская ОПГ) в Москва-Сити, башня «Око». Поздравить юбиляра приехали Аксён, Шишкан, Тайванчик, от солнцевских — Михась и Авера Витя, от подольских — Лучок, а также Гарик Махачкалинский (от Всемирного конгресса горских евреев) — миллиардер и владелец башни «Око», и другие криминальные авторитеты. Банкет на 260 человек, на котором выступал Лепс. Юбиляр Дмитрий Павлов (Павлик), кавалер орденов Дружбы и Почёта РФ, доктор юридических наук, академик Международной академии информатизации. Сходка криминальных авторитетов и бандитов плавно перешла в перестрелку измайловских с дагестанцами, так как охрана разных авторитетов чего-то не поделила. Побоище охватило несколько нижних этажей башни «Око», где проходил юбилей. При этом оказалось, что личная охрана Павлика — это сотрудники ФГУП «Охрана» Росгвардии, двое из которых тоже получили ранения.

### Сноски
1. ↑  В Ташкенте, где Михаил Черной жил с двухлетнего возраста, по 1986 год, — начиналась коммерческая деятельность будущего олигарха, складывались его связи с «авторитетными» и «уважаемыми» людьми. Здесь у него появился обширный круг знакомств со многими сотрудниками КГБ и МВД Узбекистана, сойтись с которыми помогло спортивное общество «Пахтакор», которое Михаил с 1975 года обеспечивал спорттоварами. Эти связи позднее пригодились в Москве. В Москве братьев Черных «крышевал» высокопоставленный сотрудник ФСК-ФСБ Юрий Заостровцев. — http://elitehistory.info/index.files/phisiki/Chernie.htm Архивная копия от 15 июля 2019 на Wayback Machine
2. ↑  А. Литвиненко работал с агентурой в криминальной среде. Как он утверждал, его непосредственное начальство было связано с измайловской группировкой, имело с ней общий бизнес, крышевало торговлю героином. Все это Литвиненко в красках описал в своих книгах «ФСБ взрывает Россию» и «Лубянская преступная группировка».
3. ↑  ЧОП «Стелс» был образован полковником действующего резерва УРПО ФСБ Владимиром Луценко. ЧОП Луценко со стороны ФСБ курировал генерал Хохольков, начальник УРПО — того самого подразделения, где служил Литвиненко. Летом 1996 года, после потери власти группировкой Коржакова—Барсукова—Сосковца «Стелс» лишился поддержки в лице государственных структур и оказался полностью под контролем измайловской ОПГ.
4. ↑  По данным обвинительного заключения в ходе судебного расследования в Германии, руководитель ОПГ ежемесячно откладывал 800 тыс. долл. на оплату участникам банды. Так называемые рядовые «бойцы» получали по 1000 долларов, а «офицеры» — до 30 тысяч долларов.- Germany Puts Suspected Russian Mafia Boss on Trial. SPIEGEL ONLINE August 14, 2007